# Bourgmestre (Allemagne)
Pour les articles homonymes, voir Bourgmestre (homonymie).
 (juillet 2025).
Le bourgmestre (en allemand : Bürgermeister) est le chef politique et premier magistrat d'une ville ou d’une commune allemande.
En fonction du nombre d’habitants, il peut y avoir trois maires dans une ville.
Suivant les lois du Land, il peut être élu directement par les habitants de la commune ou bien par le conseil communal ou le conseil de la ville.

## Histoire
Au Moyen Âge, le bourgmestre s'appelait écoutète (en latin : scultetus, et en allemand sous plusieurs formes : Schulze, Schultes, Schultheiß, Stadtschultheiß). 
Pendant plusieurs siècles, les bourgmestres qui étaient aussi juges dans leur commune étaient choisis exclusivement parmi les juristes.
En Wurtemberg vers les années 1750, le bourgmestre était appelé Schultheiß, tandis que l'appellation Bürgermeister désignait un fonctionnaire de la commune qui s'occupait de l’entretien de celle-ci.

## Autres titres
Il porte dans certaines grandes villes le titre d’Oberbürgermeister (en français : « bourgmestre supérieur »), parfois purement à titre honorifique pour le distinguer des Bürgermeister des villes plus petites, parfois pour le distinguer des Bezirksbürgermeister, les maires d'arrondissement de la même ville. Ces titres sont comparables à celui des Lord-maires au Royaume-Uni.

## À noter
Se distinguent du bourgmestre le Erster Bürgermeister (en français : « premier bourgmestre ») de Hambourg, le Regierender Bürgermeister (« bourgmestre-gouverneur ») de Berlin ou encore le bourgmestre de Brême. Ceux-ci occupent en même temps la position de chef de gouvernement de leur cité-état. Pour cette raison leurs compétences dépassent largement les compétences d'un bourgmestre communal.